# Asjabad
Asjabad, también conocida en español como As(h)gabat o As(h)gabad (en turcomano: Aşgabat / Ашгабат, en persa: عشق آباد‎, romanizado: Ashq-abad, en ruso: Ашхаба́д), es la capital y principal ciudad de Turkmenistán. Está ubicada en un oasis en el desierto de Karakum, junto a los montes Köpetdag, cerca de la frontera con Irán.

## Etimología
Ashjabad (Asjabad según la ASALE) significa en persa moderno «ciudad del amor», pero esta parece una forma influenciada por una etimología popular. El historiador turkmeno Ovez Gundogdiyev supone que el nombre original se remonta al Imperio Parto, probablemente al siglo III a. C., y deriva de su fundador Arsaces I. Ashk-Abad  es la «ciudad de Ashk» es decir, de Arsaces.
Entre 1919 y 1927, fue llamada Poltoratsk en homenaje al revolucionario Pável Guerásimovich Poltoratski.

## Historia
Asjabad es una ciudad relativamente joven que se desarrolló a partir de una aldea del mismo nombre fundada en 1881. Se encuentra situada cerca del emplazamiento original de Nisa, la antigua capital de los partos, y de las ruinas de la ciudad de Konjikala en la Ruta de la Seda, que fue destruida por los mongoles.
En 1869, el ejército ruso construyó una fortaleza sobre una colina cercana a la aldea, y la presencia militar, unida a la seguridad derivada de esta, atrajo a numerosos mercaderes y artesanos a la zona. La región fue anexionada en 1884 por Rusia, que decidió desarrollar la ciudad como un núcleo comercial debido a su proximidad al territorio de Persia, entonces bajo influencia británica. En aquella época, se la consideraba una ciudad moderna y elegante, con muchas tiendas y hoteles, y edificios de estilo europeo.
En 1917, tras establecerse el control soviético, la ciudad fue renombrada como Poltoratsk, en honor del revolucionario local Pável Poltoratski. El nombre Asjabad, en su forma rusa "Ashjabad", fue restablecido en 1927. A partir de este momento, la ciudad experimentó un rápido crecimiento e industrialización llevado a cabo por el gobierno soviético, que se vieron interrumpidos por un grave terremoto el 6 de octubre de 1948. Se estima que el seísmo alcanzó un grado 9 en la escala de Richter, y dejó sin vida a más de 110 000 personas (2/3 de la población total de la ciudad). Los medios oficiales soviéticos, sin embargo, anunciaron una cifra de muertos mucho más baja, de 14 000.
En 1991, con la proclamación de la independencia de Turkmenistán, se convirtió en la capital nacional del nuevo estado.

## Clima

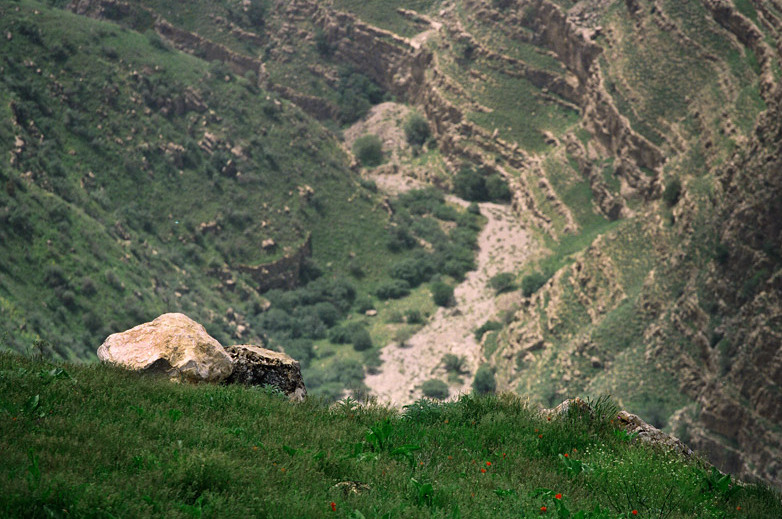
La cordillera de Kopet-Dag.

La cordillera de los Kopet-Dag está a unos 25 kilómetros (16 millas) al sur, y el límite norte de Asjabad toca el desierto de Kara-Kum. Debido a esta ubicación, Asjabad tiene un clima árido, con veranos calurosos y secos e inviernos suaves y cortos. La temperatura máxima media en julio es de 38,4 °C (101,1 °F). La temperatura más alta registrada es de 47,2 °C (117,0 °F), en junio de 2015. Las noches en el verano son cálidas, con una temperatura mínima media en julio de 24,5 °C (76,1 °F). En enero la temperatura máxima media es de 9,0 °C (48,2 °F), y la mínima media es de -0,1 °C (31,8 °F); la temperatura más baja registrada es de -24,1 °C (-11,4 °F), en enero de 1969. La nieve es rara. La precipitación anual es de solo 221 milímetros (8.70 pulgadas), siendo marzo y abril los meses más húmedos.
| Parámetros climáticos promedio de Asjabad (1991-2020) | Parámetros climáticos promedio de Asjabad (1991-2020) | Parámetros climáticos promedio de Asjabad (1991-2020) | Parámetros climáticos promedio de Asjabad (1991-2020) | Parámetros climáticos promedio de Asjabad (1991-2020) | Parámetros climáticos promedio de Asjabad (1991-2020) | Parámetros climáticos promedio de Asjabad (1991-2020) | Parámetros climáticos promedio de Asjabad (1991-2020) | Parámetros climáticos promedio de Asjabad (1991-2020) | Parámetros climáticos promedio de Asjabad (1991-2020) | Parámetros climáticos promedio de Asjabad (1991-2020) | Parámetros climáticos promedio de Asjabad (1991-2020) | Parámetros climáticos promedio de Asjabad (1991-2020) | Parámetros climáticos promedio de Asjabad (1991-2020) |
| Mes                                                   | Ene.                                                  | Feb.                                                  | Mar.                                                  | Abr.                                                  | May.                                                  | Jun.                                                  | Jul.                                                  | Ago.                                                  | Sep.                                                  | Oct.                                                  | Nov.                                                  | Dic.                                                  | Anual                                                 |
| ----------------------------------------------------- | ----------------------------------------------------- | ----------------------------------------------------- | ----------------------------------------------------- | ----------------------------------------------------- | ----------------------------------------------------- | ----------------------------------------------------- | ----------------------------------------------------- | ----------------------------------------------------- | ----------------------------------------------------- | ----------------------------------------------------- | ----------------------------------------------------- | ----------------------------------------------------- | ----------------------------------------------------- |
| Temp. máx. abs. (°C)                                  | 28.7                                                  | 32.6                                                  | 38.6                                                  | 39.6                                                  | 45.6                                                  | 47.2                                                  | 46.8                                                  | 45.7                                                  | 45.4                                                  | 40.1                                                  | 35.0                                                  | 33.1                                                  | 47.2                                                  |
| Temp. máx. media (°C)                                 | 9.0                                                   | 11.1                                                  | 17.0                                                  | 23.9                                                  | 30.5                                                  | 36.2                                                  | 38.4                                                  | 37.2                                                  | 31.8                                                  | 24.4                                                  | 15.7                                                  | 9.8                                                   | 23.8                                                  |
| Temp. media (°C)                                      | 3.9                                                   | 5.7                                                   | 11.1                                                  | 17.6                                                  | 24.1                                                  | 29.6                                                  | 31.7                                                  | 30.0                                                  | 24.3                                                  | 17.1                                                  | 9.7                                                   | 5.0                                                   | 17.5                                                  |
| Temp. mín. media (°C)                                 | -0.1                                                  | 1.3                                                   | 6.0                                                   | 11.8                                                  | 17.5                                                  | 22.3                                                  | 24.5                                                  | 22.4                                                  | 17.1                                                  | 10.8                                                  | 5.0                                                   | 1.1                                                   | 11.6                                                  |
| Temp. mín. abs. (°C)                                  | -24.1                                                 | -20.8                                                 | -13.3                                                 | -0.8                                                  | 1.3                                                   | 9.2                                                   | 13.8                                                  | 9.5                                                   | 2.0                                                   | -5.0                                                  | -13.1                                                 | -18.9                                                 | -24.1                                                 |
| Precipitación total (mm)                              | 21                                                    | 33                                                    | 42                                                    | 33                                                    | 23                                                    | 8                                                     | 3                                                     | 2                                                     | 3                                                     | 12                                                    | 23                                                    | 18                                                    | 221                                                   |
| Nevadas (cm)                                          | 1                                                     | 0                                                     | 0                                                     | 0                                                     | 0                                                     | 0                                                     | 0                                                     | 0                                                     | 0                                                     | 0                                                     | 0                                                     | 0                                                     | 1                                                     |
| Días de lluvias (≥ 1 mm)                              | 9                                                     | 9                                                     | 13                                                    | 12                                                    | 10                                                    | 5                                                     | 3                                                     | 2                                                     | 3                                                     | 6                                                     | 8                                                     | 10                                                    | 90                                                    |
| Días de nevadas (≥ 1 mm)                              | 5                                                     | 5                                                     | 1                                                     | 0.03                                                  | 0                                                     | 0                                                     | 0                                                     | 0                                                     | 0                                                     | 0.1                                                   | 1                                                     | 3                                                     | 15.1                                                  |
| Horas de sol                                          | 112.7                                                 | 119.4                                                 | 146.2                                                 | 194.4                                                 | 275.1                                                 | 335.5                                                 | 353.8                                                 | 348.1                                                 | 289.2                                                 | 216.8                                                 | 157.2                                                 | 104.4                                                 | 2652.8                                                |
| Humedad relativa (%)                                  | 78                                                    | 72                                                    | 66                                                    | 58                                                    | 47                                                    | 35                                                    | 34                                                    | 34                                                    | 40                                                    | 54                                                    | 68                                                    | 77                                                    | 55.3                                                  |
| Fuente n.º 1: Погода и климат                         |                                                       |                                                       |                                                       |                                                       |                                                       |                                                       |                                                       |                                                       |                                                       |                                                       |                                                       |                                                       |                                                       |
| Fuente n.º 2: NOAA (Horas de sol, 1961-1990)          |                                                       |                                                       |                                                       |                                                       |                                                       |                                                       |                                                       |                                                       |                                                       |                                                       |                                                       |                                                       |                                                       |

## Economía
La ciudad es el principal centro económico y comercial del país. Las principales industrias de la ciudad son los textiles de algodón y la metalurgia.

## Demografía
El censo de 2001 estimó una población de 695 300, mientras que el censo de 2009 estimó una población de 1 000 000, principalmente turcomanos, con minorías étnicas de rusos, armenios y azeríes.
La mayor parte de la población es musulmana suní. Existen minorías cristianas de rusos y armenios.

## Monumentos y lugares de interés
La mayor parte de la ciudad antigua fue destruida por los terremotos, en particular por el de 1948. Por ello, Asjabad carece del típico casco antiguo oriental que poseen otras ciudades centroasiáticas.
En la ciudad existen diversos museos de arte y de historia como el Museo nacional de historia y el Museo de alfombras de Turkmenistán. Otros puntos de interés de la ciudad son el Monumento a la Constitución, el Monumento de la Neutralidad y el Monumento a la Independencia, así también el Palacio de Türkmenbaşy y el Teatro Saparmurat Turkmenbashi.
Es famoso su jardín botánico, así como varias mezquitas modernas.

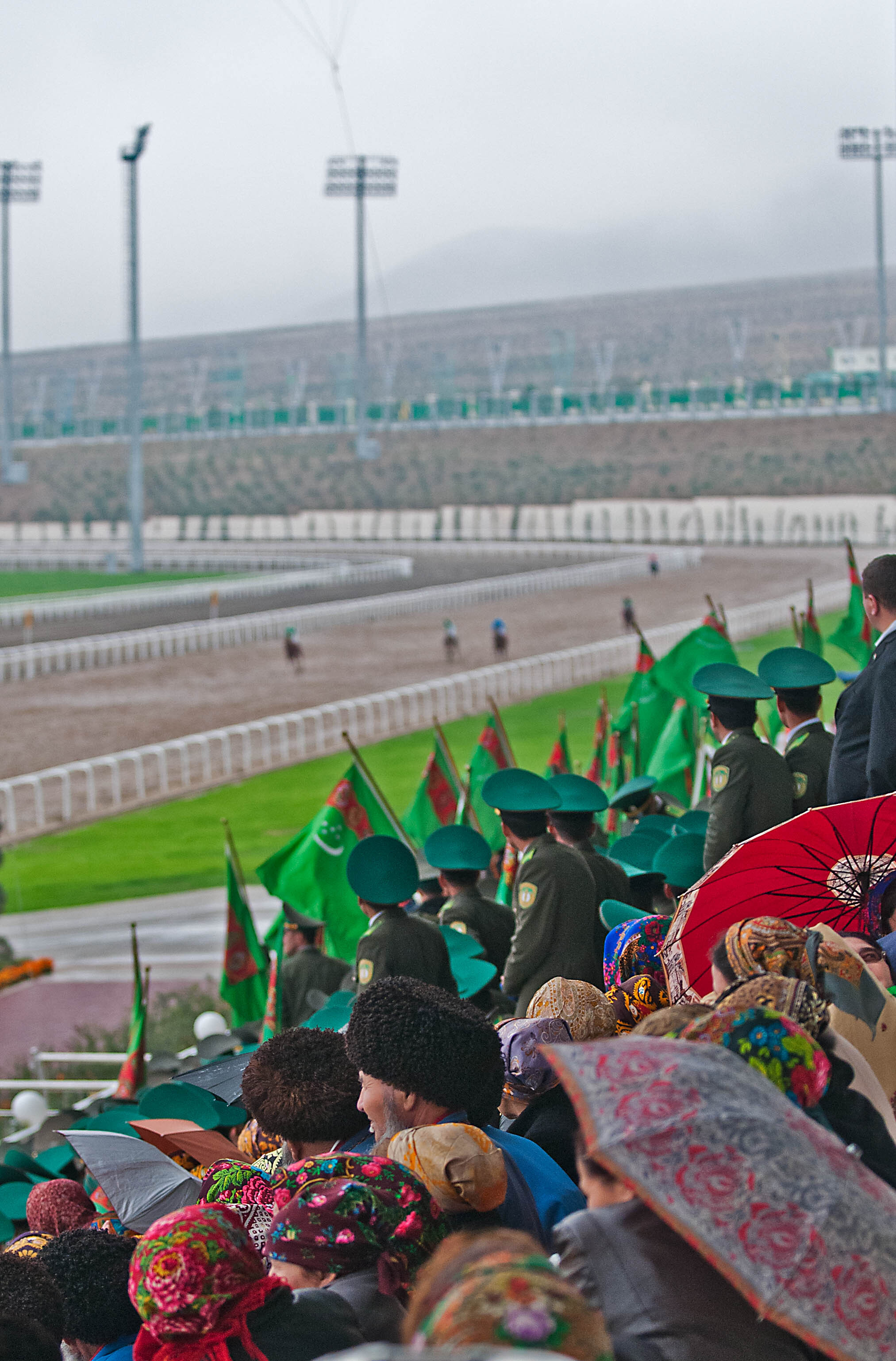
Carreras de caballos en el Complejo Deportivo Ecuestre Internacional

El Museo de Alfombras de Turkmenistán destaca por su impresionante colección de alfombras tejidas. El Museo Nacional de Historia de Asjabad expone objetos que se remontan a las civilizaciones de Partia y el Imperio Persa. El Arco de la Neutralidad es un trípode de 75 metros de altura coronado por una estatua dorada del difunto presidente Saparmurat Niyazov. (también conocido como Turkmenbashy, o turcomano jefe). La estatua de 15 metros de altura, que giraba para estar siempre de cara al sol durante las horas de luz, fue retirada el 26 de agosto de 2010, después de que el sucesor de Niyazov, el actual presidente Berdimuhamedov, dejara claro a principios de año que la estatua iba a ser retirada de la Plaza de la Independencia de Asjabad. El Monumento a la Constitución se construyó en 2011 y su altura total es de 185 m, que lo convierte en la segunda estructura más alta de Turkmenistán.
El Centro Cultural y de Entretenimiento Alem fue reconocido por el Guinness World Records como la noria más alta del mundo en un espacio cerrado. El mástil de la bandera de Asjabad es el quinto mástil más alto del mundo, con una altura de  436|ft|m|0|abbr=on}}. La fuente de Asjabad tiene el mayor número de piscinas de fuentes del mundo en un lugar público. Asjabad también cuenta con la Torre de Turkmenistán que es la torre más alta de Turkmenistán, la decorativa octogonal |Estrella de Oguzkhan Rub el Hizb es reconocida como la imagen arquitectónica más grande del mundo en forma de estrella y entró en el Guinness World Records.

### Palacios
- Palacio Presidencial de Oguzhan, la sede oficial del presidente.
- Palacio de Ruhyýet, lugar de actos oficiales del Estado, foros, reuniones, inauguraciones.
- Palacio de las Bodas, edificio del registro civil.[13]

### Teatros
Los principales teatros de Asjabad son:
- Teatro Nacional de la Juventud de Turkmenistán Alp Arslan
- Teatro Musical y Dramático Magtymguly
- Teatro Principal de Drama (Asjabad)
- Teatro Dramático Turcomano Mollanepes
- Palacio Mukam
- Centro Comercial Cultural de Petróleo y Gas
- Teatro Dramático Ruso de Asjabad Alexander Pushkin
- Centro Cultural Shapak,(Şapak Medeniýet Merkezi)
- Teatro de Marionetas de Turkmenistán
- Circo Estatal de Turkmenistán
- Teatro Watan

Cada uno de los varios antiguos municipios anexionados por Asjabad también cuenta con una "casa de la cultura" local.

### Parques y plazas
Asjabad cuenta con muchos parques y espacios abiertos, establecidos principalmente en los primeros años de la Independencia y bien mantenidos y ampliados después. Los más importantes de estos parques son: el Jardín Botánico, Güneş, la Amistad Turco-Turca, la Independencia. El parque más antiguo de la ciudad  fue fundado en 1887 y es conocido coloquialmente como Primer Parque. En el centro de Asjabad se encuentra el Callejón de la Inspiración, un complejo artístico-parque que es el lugar favorito de muchos lugareños. El parque de atracciones World of Turkmenbashi Tales es un equivalente local a Disneylandia. 
Plazas: 10 años de independencia de Turkmenistán, Magtymguly, Llama Eterna, Zelili, Chyrchyk, Plaza de la Independencia Garashsyzlyk, 8 de marzo, Gerogly, Delfín, 15 años de independencia, Ruhyýet, 10 ýyl Abadançylyk.
El Jardín Botánico de Asjabad fue fundado el 1 de octubre de 1929, y es el jardín botánico más antiguo de Asia Central. Cubre un territorio de aproximadamente 18 hectáreas, y contiene una exposición en vivo de más de 500 especies diferentes de plantas procedentes de diversas partes del mundo.

### Complejo conmemorativo de Halk Hakydasy
El Complejo Conmemorativo Halk Hakydasy fue inaugurado en 2014 en recuerdo de los caídos en la Batalla de Geok Tepe en 1881, los caídos durante la Segunda Guerra Mundial, y para conmemorar a las víctimas del terremoto de Asjabad de 1948. Se encuentra en la parte suroeste de la ciudad, en Bekrewe köçesi.

## Transporte
La ciudad cuenta con el Aeropuerto de Asjabad, aparte de una red de trolebuses y la estación de ferrocarril de Asjabad, inaugurada en 1888 y reformada en 2009. El aeropuerto fue remodelado en 2016.

## Deportes
Las principales instalaciones deportivas en Asjabad son el Estadio Olímpico, el Estadio Asjabad, la pista de hielo olímpica nacional, el Complejo deportivo para deportes de invierno y el complejo de deportes acuáticos olímpicos.
Asjabad fue elegida como la ciudad sede de los V Juegos Asiáticos de Artes Marciales y de Interior, y también fue la primera ciudad de Asia Central en ser sede de los Juegos Asiáticos de Artes Marciales y de Interior. En 2010, una Villa Olímpica fue construida en el sur de la ciudad con un coste total de $5 mil millones. En 2018 fue la sede del Campeonato Mundial de Halterofilia.
Los clubes de fútbol profesional de la ciudad son, FC Aşgabat, HTTU Aşgabat y FC Talyp Sporty, juegan en la Ýokary Liga, la máxima categoría del fútbol de Turkmenistán.

## Ciudades hermanadas
Asjabad está hermanada con las siguientes ciudades:
- Atenas - Grecia
- Albuquerque - EUA
- Ankara - Turquía
- Kiev - Ucrania
- San Bartolomé de la Torre

## Galería

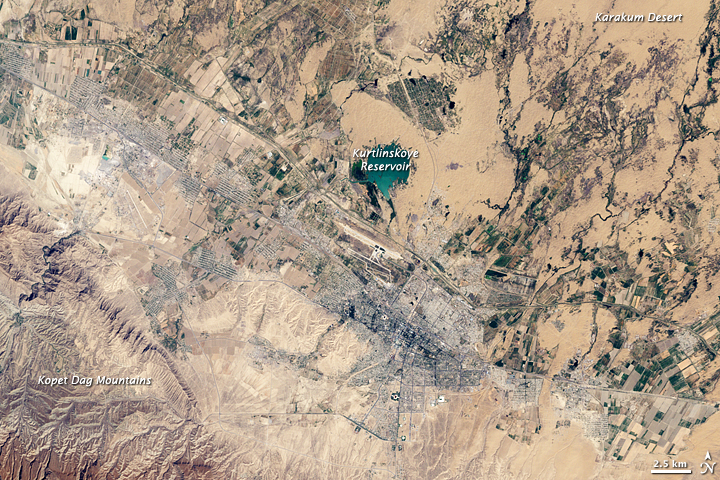
Imagen satelital
Monumento a la IndependenciaMonumento a la Independencia
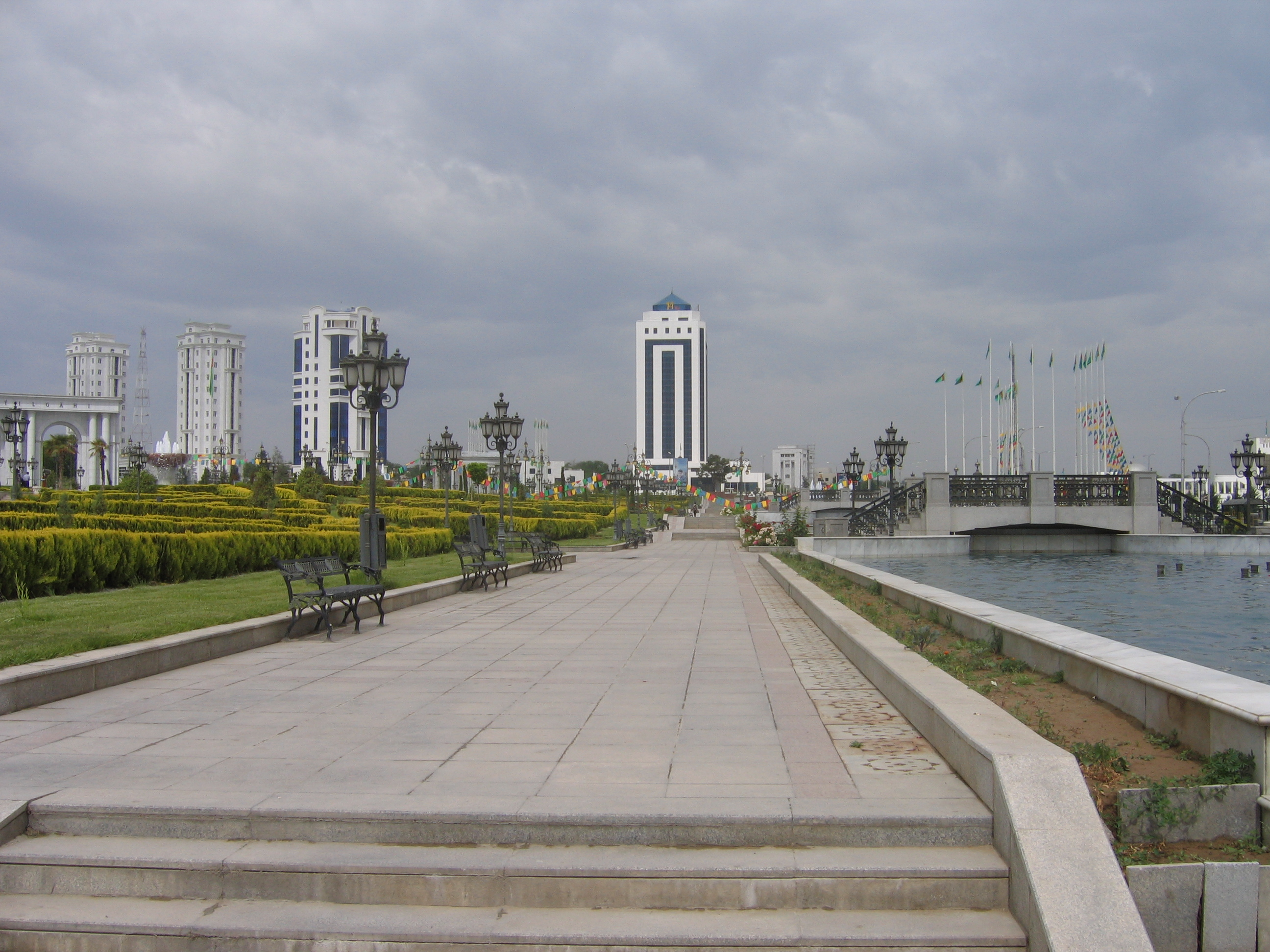
Parque de la ciudad
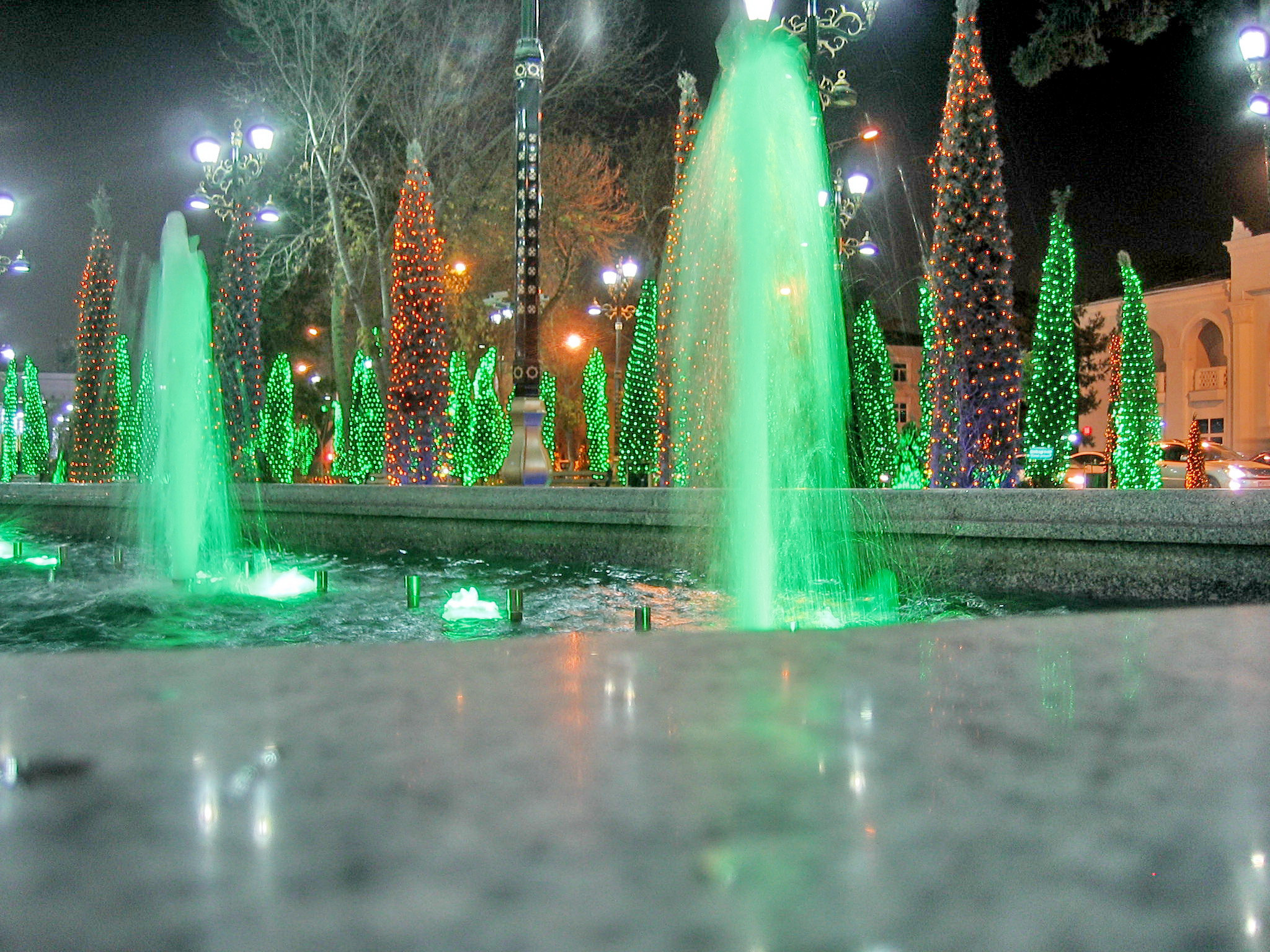
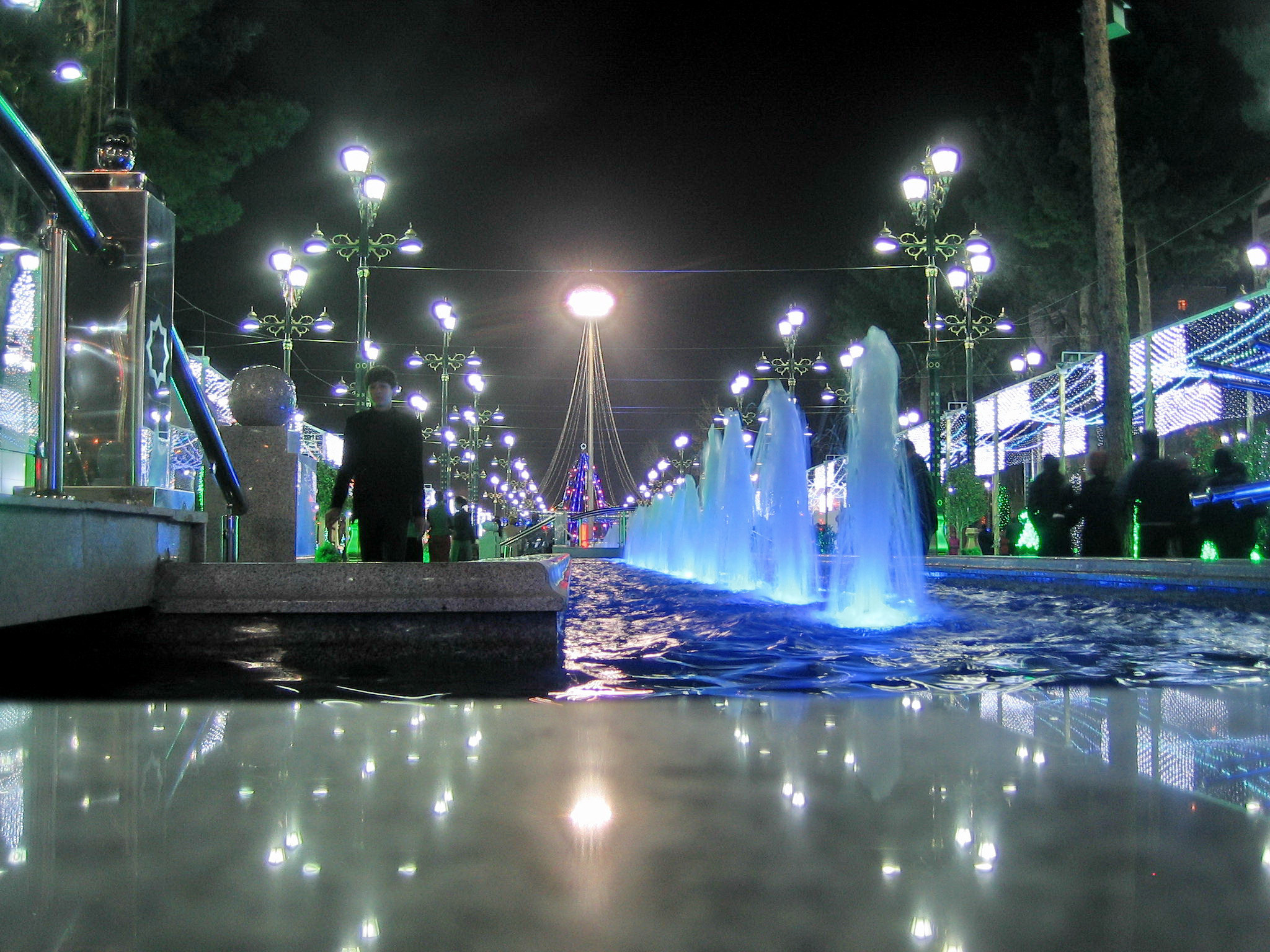